# アウルス・ウィテッリウス

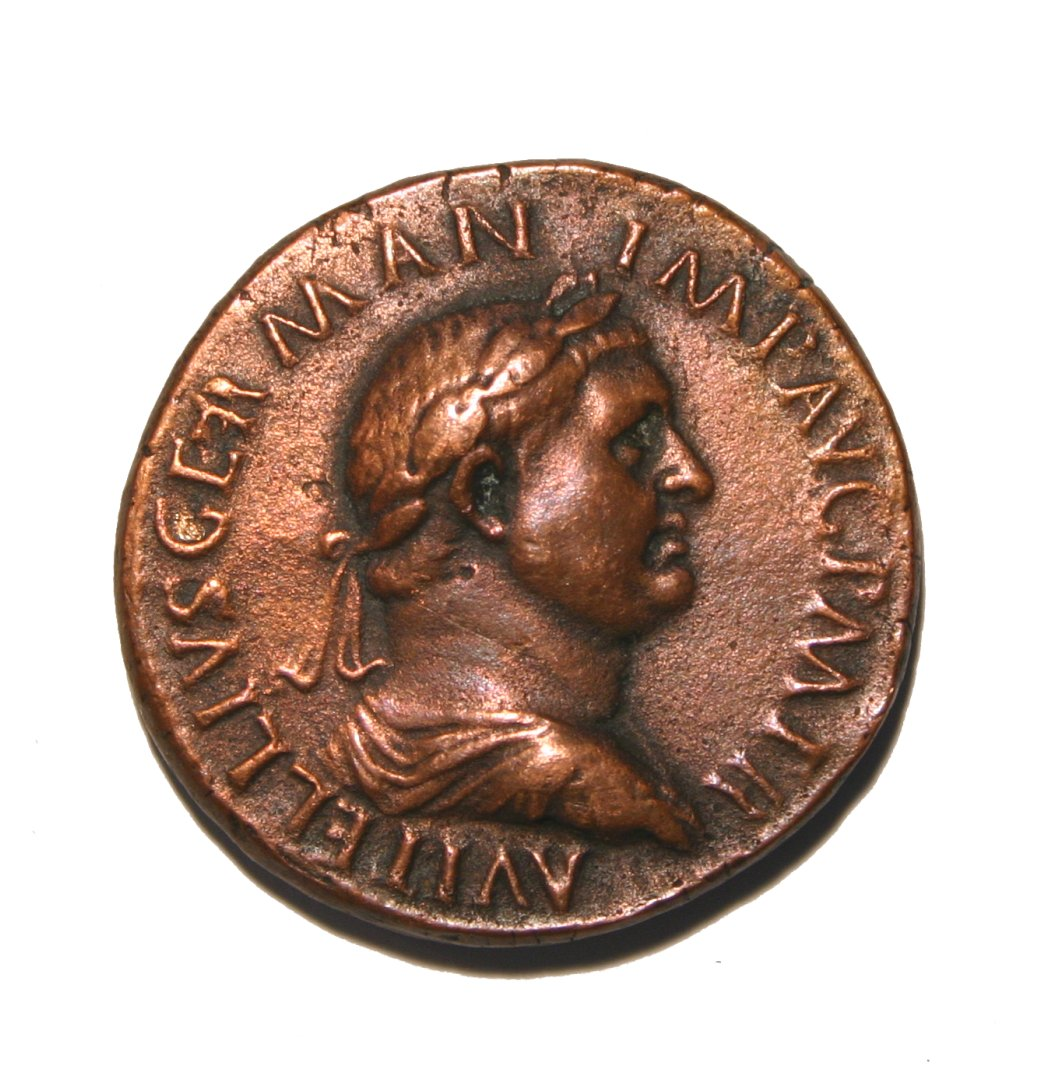
ウィテッリウス帝のコイン

アウルス・ウィテッリウス・ゲルマニクス（ラテン語: Aulus Vitellius Germanicus, 15年9月7日（または24日） - 69年12月20日）は、ローマ帝国の皇帝（在位：69年4月16日 - 12月20日）。「四皇帝の年」における3番目の皇帝。

## 生涯
ウィテッリウスは3度（34年、43年、47年）執政官に就いたルキウス・ウィテッリウスの長男として生まれ、弟に父と同名のルキウス・ウィテッリウス（en）がいた。出生日は9月7日あるいは9月24日と言われる。カリグラ・クラウディウス・ネロの歴代皇帝の好意を得て、順調に出世する。執政官や元老院管轄のアフリカ属州の総督の役職に就いた。68年、ガルバが政権を取るとゲルマニア・インフェリオル軍団司令官として派遣される。ガルバは自分に反感を抱いていたゲルマニア軍団の行動を抑制するために無能と考えられていたウィテッリウスを遣わしたと言われている。
ゲルマニア軍団はガリア・ルグドゥネンシス属州総督ガイウス・ユリウス・ウィンデクスによる反乱を鎮圧したが、ガルバはウィンデクスに呼応して皇帝になったので、両者の関係は悪化した。さらにガルバは皇帝就任時の慣例となっていた賜金の支給を行わなかったので、軍団の不満はさらに大きくなっていた。そんなとき、高貴な生まれで知られるウィテッリウスが遣わされたのである。気前が良かったためたちまち人気がでた。69年1月1日には、ゲルマニア・スペリオル軍団がガルバへの忠誠を拒否、翌日、ゲルマニア・インフェリオル軍団も同調、ウィテッリウスは皇帝に擁立された。ガリアなどの軍団の支持も得て、反乱軍はローマへ向って進攻、ガルバが暗殺されたあと皇帝となったオトーの軍と、4月14日、クレモナの戦いで勝利を収める。オトーは自害し、元老院はウィテッリウスの帝位を承認する。ウィテッリウスはゲルマニクスの添名は付けたが、カエサルの称号は入れなかった。
ウィテッリウスはそもそも帝位を得た後の政策について明確な方針もなく、単に軍団に御輿として担がれただけの皇帝であった。ウィテッリウス自身が新たに定めた法律などは一つもなく、贅沢三昧の日々を送り、剣闘士や野獣の試合を好み連日、豪華な食事でわずか数ヶ月で9億セステルティウス（日本円にして約2250億円）を費やした（その大半は食費だった）。ゲルマニア軍団の軍紀が乱れていることと、オトー軍幹部を処刑したことで市民の支持をなくした。
69年秋、ウィテッリウス軍は、ウェスパシアヌス側に付いたマルクス・アントニウス・プリムス率いるモエシア・パンノニア方面（ドナウ川南岸部属州）軍とのベドリアクムの戦いで敗戦を喫した。ウェスパシアヌス軍はローマに向けて進軍する。状況を打破しようとして帝位の返上も考えたが、部下たちから反対された。12月、ローマ市はウェスパシアヌス軍の手に落ち、ウィテッリウスは家族とともにパラティヌスに逃げ込むが、捕らえられて無残な最期を遂げる。処刑場として用いられていたスカラエ・ゲモニアエ（Scalae Gemoniae）に突き落とされたとも、斬首されてローマ市街を引き回されたとも伝えられている。
4世紀末頃に書かれたとされる古代ローマの料理本「アピキウス」では、彼が好んだとされる料理「エンドウ豆又はソラマメのウィテリウス風」のレシピが紹介されている。